# Don Toliver

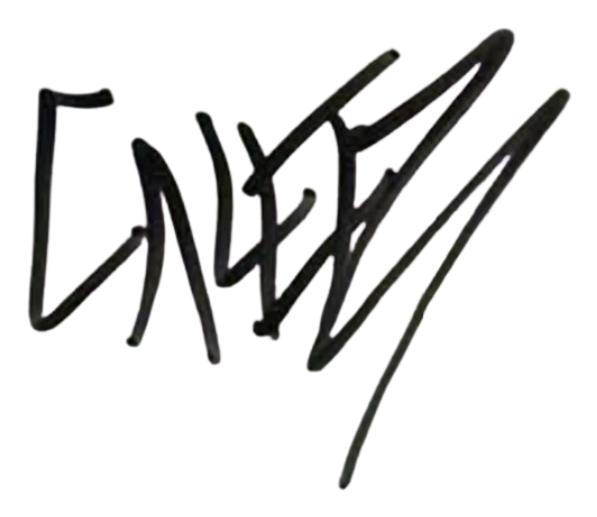
Firma di Don Toliver

Don Toliver, nato Caleb Zackery Toliver (Houston, 12 giugno 1994), è un rapper e cantante statunitense.

## Biografia
Toliver, nato e cresciuto nella zona di Houston, ha iniziato la propria attività musicale nel 2015 con la pubblicazione di alcuni singoli e mixtape.
Ha pubblicato un mixtape collaborativo, intitolato Playa familia, assieme a Yungjosh93. Alla fine del 2017, Toliver ha messo in commercio i singoli da solista Diva e I Gotta. Nel marzo 2018, ha firmato un contratto discografico con le etichette discografiche Atlantic Records e We Run It Entertainment. Ad inizio dello stesso anno, Toliver ha inciso altri due singoli, Make Sumn e Checks.
Nel luglio 2018, Toliver ha pubblicato il singolo Holdin' Steel con Dice Soho accompagnato dal relativo videoclip. Il 2 agosto Toliver ha pubblicato il suo mixtape di debutto attraverso una major, Donny Womack, insieme a un video musicale per il brano Diamonds.
Il giorno successivo, il 3 agosto 2018, il rapper Travis Scott ha pubblicato il suo terzo album in studio, Astroworld, in cui Toliver è presente nella tredicesima traccia, Can't Say. Il singolo è stato poi accompagnato da un video sponsorizzato da Saint Laurent. Il 6 agosto, è stato annunciato che Toliver aveva firmato con l'etichetta di Scott, Cactus Jack. Toliver è apparso nel videoclip di Champion, tratto dal primo album in studio di Nav Reckless. A settembre 2018 è stata pubblicata una versione remix di Diva realizzata dal rapper statunitense Kevin Gates.
Dopo la sua apparizione su Astroworld, Toliver ha pubblicato diversi singoli sotto l'etichetta Cactus Jack nel 2019, tra cui: Back Up con Wiz Khalifa, Best You Had, Can't Feel My Legs e No Idea. Quest'ultimo, in seguito al successo virale ottenuto su TikTok, ha raggiunto la 43ª posizione della Hot 100 statunitense e ha conseguito il platino sia in Canada sia in madrepatria. A novembre 2019, Toliver ha accompagnato Scott durante il secondo Astroworld Festival come artista di apertura. Il 13 dicembre successivo Toliver ha pubblicato il video musicale di Can't Feel My Legs. Il 27 dicembre, Toliver insieme ad altri membri di Cactus Jack, noti come JackBoys, ha pubblicato l'album compilation eponimo. Toliver, insieme a Scott e Luxury Tax, ha collaborato alle canzoni Gang Gang con Sheck Wes, Had Enough con la partecipazione di Quavo e Offset del gruppo musicale Migos, e What to Do? dei JackBoys e Scott.
Il 17 gennaio 2020 Toliver è apparso nell'undicesimo album in studio del rapper statunitense Eminem, Music to Be Murdered By, nel brano No Regrets. Il 21 febbraio, Toliver è stato annunciato come artista d'apertura nel tour After Hours di The Weeknd insieme a Sabrina Claudio. Il 10 marzo 2020 Toliver ha annunciato il suo primo album in studio, Heaven or Hell, attraverso i social media, rivelando anche la relativa data di pubblicazione. Il disco ha riscosso successo, ponendosi in top ten sia in Canada sia negli Stati Uniti, venendo certificato oro in quest'ultimo territorio con oltre 500 000 unità vendute. Il progetto è stato promosso da una raccolta di remix realizzata da CHOPNOTSLOP, uscita nel corso del mese successivo.
L'8 maggio 2020 Toliver è apparso in Recap, tratto dal terzo album in studio di Nav Good Intentions, mentre il 14 agosto seguente ha inciso come artista ospite insieme a Gunna e Nav la hit degli Internet Money Lemonade, arrivata al numero uno nella Official Singles Chart britannica e al 6º posto nella hit parade statunitense.
Il secondo LP Life of a Don, promosso dagli estratti What You Need e Drugs n Hella Melodies e dalla relativa tournée, è stato reso disponibile l'8 ottobre 2021 e ha esordito sul podio della graduatoria album statunitense. A circa un anno e mezzo di distanza, l'artista è ritornato sulle scene musicali col disco Love Sick, il secondo a superare le 500 000 unità certificate e il terzo a raggiungere la top ten nazionale.
Nei primi mesi del 2024 sono stati pubblicati i singoli Bandit e Deep in the Water, entrambi tratti dal quarto disco Hardstone Psycho, anch'esso certificato oro dalla RIAA.

## Discografia

### Album in studio
- 2020 – Heaven or Hell
- 2021 – Life of a Don
- 2023 – Love Sick
- 2024 – Hardstone Psycho

### Album di remix
- 2020 – Heaven or Hell (CHOPNOTSLOP Remix)

## Tournée
- 2021 – Life of a Don Tour
- 2023 – Love Sick Tour
- 2024 – Psycho Tour

Artista d'apertura
- 2019 – Astroworld Festival 2019 (Travis Scott)
- 2023 – One Big Party Tour (Future)

## Riconoscimenti
- American Music Awards
  - 2021 – Candidatura alla Canzone hip hop preferita per Lemonade[37]